# Liste des intendants de la généralité de Tours
La Généralité de Tours est la circonscription des intendants de la Touraine, leur siège est Tours, créée en 1577.
Les intendants de police, justice et finances sont créés en 1635 par un édit de Louis XIII, à la demande de Richelieu pour mieux contrôler l'administration locale.

## Liste des intendants de la généralité de Tours
| Date                              | Nom |
| --------------------------------- | --- |
| 30 juillet 1618 - septembre 1620  | Jean Aubery (ou Aubry) (1573-1636) seigneur de Troussay conseiller au Grand Conseil, reçu maître des Requêtes le 16 février 1607, puis conseiller d'État en 1630 |
| 5 juin 1630 - 1635                | Jean d'Estampes de Valençay (7 juillet 1595 - 4 avril 1671) seigneur de Valençay frère de Léonor d'Estampes, archevêque de Reims, beau-frère de Pierre Brûlart de Puiseux de Sillery, secrétaire d'État conseiller au parlement de Paris en 1619, maître des Requêtes le 27 février 1626, président du Grand Conseil en 1629, intendant de Tours en 1630 avec Jean Bragelongue comme adjoint en 1634, commissaire aux États de Bretagne (1636-1637), ambassadeur chez les Grisons en 1637, puis ambassadeur en Hollande (1637-1639), conseiller d'État |
| mars 1636 - janvier 1638          | Jean Martin (1590-1653) seigneur de Laubardemont conseiller au parlement de Bordeaux en 1619, premier président de la cour des Aides de Guyenne en 1629, conseiller d'État en 1631, commissaire à Loudun pour l'affaire Grandier de novembre 1633 à août 1634, intendant à Tours en 1636 avec François Le Gras comme adjoint pour le Maine en 1636, chargé d'arrêter Saint-Cyran en 1638, et Cinq-Mars en 1642 |
| 1638                              | Scipion Marc de La Ferté (1590-1651) seigneur de La Ferté, de la Salle-Canonville, de Rozay, Saint-Léger, du Mesnil, de Reseu, de Thibermesnil frère d'Émery Marc de La Ferté, évêque du Mans conseiller au parlement de Rouen en 1619, président au présidial de Rouen en 1622, lieutenant-général de Rouen en 1623, maître des Requêtes en 1633, intendant d'Alençon puis de Tours en 1638, puis conseiller d'État en 1644 |
| 16 janvier 1641 - juillet 1641    | Jean-Jacques Renouard de Villayer (1605-1691) comte de Villayer conseiller au parlement de Rennes, puis au parlement de Paris en 1632, maître des Requêtes en février 1636, intendant d'Orléans (1639-1640), puis membre de l'Académie française en 1658 au fauteuil 27, doyen du conseiller d'État en 1682 |
| septembre 1641 - septembre 1647   | Denis de Heere ( -1656) seigneur de Vaudois reçu conseiller au parlement de Paris le 28 mai 1627, maître des Requêtes le 28 janvier 1636, intendant de Bourges en 1638, puis intendant du Dauphiné (1647-1648), puis de nouveau intendant à Tours en 1653 |
| 1643 - septembre 1647             | Guillaume Bautru (1621-1711) comte de Serrant reçu conseiller au parlement de Rouen 1639, intendant d'armée en Bourgogne, il est nommé adjoint à Denis de Herre, intendant de Tours le 8 octobre 1643 puis chancelier de Monsieur (1650-1655) |
| septembre 1647 - 22 octobre 1648  | Jacques Paget (1610-6 décembre 1695) seigneur de Villemomble, Vauciennes, et le Plessis-au-Bois président en la Cour de comptes, aides et finances de Montpellier en 1639, maître des Requêtes le 10 décembre 1643, puis intendant de Limoges et secrétaire du roi en 1655, doyen honoraire des maîtres des Requêtes |
| 10 août 1653 - juillet 1656       | Denis de Heere ( -juillet 1656) seigneur de Vaudois il est de nouveau nommé à l'intendance de Tours et y reste jusqu'à sa mort |
| juillet 1656 - août 1658          | Vincent Hotman de Fontenay ( -14 mai 1683) seigneur de Fontenay, cousin par alliance de Jean-Baptiste Colbert par son mariage avec Marguerite Colbert conseiller au Grand Conseil en 1650, maître des Requêtes le 23 août 1656, puis intendant de Guyenne à Bordeaux et Montauban (1658-1662), procureur général à la Chambre de justice, en 1663, au moment du procès de Nicolas Fouquet, intendant des finances en 1666 |
| septembre 1658 - janvier 1659     | Jean Bochart de Champigny (7e du nom) ( -19 août 1691) seigneur de Champigny, et de Noroy petit-fils de Jean Bochart, neveu de François Bochart Saron de Champigny, intendant du Dauphiné et à Lyon, père de Jean Bochart de Champigny, 8e du nom, et de Guillaume Bochart de Champigny, évêque de Valence conseiller au parlement de Paris en 1638, maître des Requêtes le 19 mai 1645, intendant à Moulins et intendant à Limoges la même année (1655-1658), puis intendant de Tours (1658-1659), et intendant à Rouen (1660-1664). |
| janvier 1659 - mars 1661          | Thomas Morant (1616-6 octobre 1692) baron puis marquis du Mesnil-Garnier, fils de Thomas Morant (1584-1651), père de Thomas-Alexandre Morant (mort en juillet 1713), intendant de Provence en 1680, puis premier président du parlement de Toulouse en 1687 conseiller au Grand Conseil le 18 septembre 1636, maître des Requêtes le 28 juillet 1643, puis intendant de Guyenne à Bordeaux et Montauban (1650-1651), intendant à Caen (1653-1657), intendant à Rouen (1657-1659). Il a été révoqué de l'intendance de Touraine à la suite de l'arrestation de Nicolas Fouquet. Il est nommé conseiller d'État en 1663 |
| mars 1661 - juillet 1662          | Charles Le Jay de Tilly ( -1671) baron de Tilly conseiller au Grand Conseil en 1638, maître des Requêtes le 28 février 1642, puis intendant en Lorraine, puis intendant à Bordeaux (1662-1663), intendant à Limoges (1664) |
| septembre 1662 - décembre 1663    | Vincent Hotman de Fontenay ( -14 mai 1683) seconde nomination de Vincent Hotman comme intendant à Tours, procureur général à la Chambre de justice, en 1663, au moment du procès de Nicolas Fouquet, secrétaire de la commission pour la réformation de la Justice (1665-1667), intendant des finances en 1666, suppléant de Charles Colbert de Croissy comme intendant de Paris entre 1675 et 1679 |
| janvier 1664 - avril 1666         | Charles Colbert de Croissy (1629-1696) marquis de Croissy et de Torcy, fils de Niclas Colbert et frère de Jean-Baptiste Colbert conseiller au parlement de Metz, intendant d'Alsace en 1655, premier président au Conseil souverain d'Alsace en 1657 intendant des Trois-Évêchés en 1661 jusqu'en mai 1663, nommé maître des Requêtes de l'Hôtel du roi le 25 mai 1663,commissaire du roi aux États de Bretagne en 1663, intendant de Tours et intendant à Poitiers (1664-1666), puis intendant d'Amiens et de Soissons (1666-1667), intendant des Flandres en 1668, intendant de Paris entre 1668 et 1679 où est suppléé par Vincent Hotman de Fontenay quand il est ambassadeur en Angleterre entre 1668 et 1674 ou ambassadeur plénipotentiaire pour négocier le traité de Nimègue entre 1675 et 1679. Il est conseiller d'Éat en 1669. Il est ensuite secrétaire d'État aux Affaires Étrangères et ministre d'État entre 1680 et 1696 |
| mai 1666 - 21 septembre 1671      | Jean-Baptiste Voysin de la Noiraye ( -21 septembre 1671) seigneur de La Noiraye, fils de Daniel Voysin (ou Voisin) (mort le 20 mai 1621), frère de Daniel Voysin (mort le 22 novembre 1693), seigneur de Plessis-aux-Bois, prévôt des marchands de Paris en 1662, intendant d'Auvergne (1654-1655) et en Champagne, père de Daniel François Voysin de La Noiraye (1654- 2 février 1717), chancelier de France conseiller au Grand Conseil, maître des Requêtes le 7 juillet 1651 et reçu le 11, intendant d'Amiens (1664-1665), intendant à Rouen (1665-1666), il meurt à Tours |
| janvier 1672 - avril 1674         | Antoine de Ribeyre (1632-7 octobre 1712) seigneur d'Homme conseiller au parlement de Paris en 1657, maître des Requêtes en mai 1667, intendant de Limoges (1671-1672), lieutenant civil au Châtelet de Paris (1674-1689), intendant à Poitiers (1689-1690), président du Grand Conseil, conseiller d'État en 1695 |
| février 1674 - 3 septembre 1680   | Charles Tubeuf (1634-3 septembre 1680) baron de Blanzat conseiller au parlement de Paris en 1654, maître des Requêtes le 18 septembre 1661, intendant du Languedoc à Toulouse et Montpellier (1665-1668) conjointement avec Claude Bazin de Bezons, intendant à Moulins et à Bourges (1668-1674). Il meurt à Tours, le 3 septembre 1680 |
| 17 octobre 1680 - 12 février 1689 | Louis Béchameil (1649-1718) marquis de Nointel maître des Requêtes le 19 février 1674, commissaire près la chambre des comptes de Bretagne (1679), puis intendant de Châlons (1689-1691) et intendant de Bretagne (1692-1705), conseiller au conseil de Commerce (1708), inspecteur général des vivres des armées du roi (1709), conseiller d'État en 1712 |
| février 1689 - août 1701          | Thomas Hue de Miromesnil (1634-1702) marquis de Miromesnil conseiller au Grand Conseil en 1659, maître des Requêtes le 14 décembre 1668, intendant à Poitiers (1672-1673), intendant de Châlons (1673-1689) |
| août 1701 - août 1709             | Jacques-Étienne Turgot de Sousmont (1670-1722) seigneur de Sousmont, fils de Dominique Turgot, intendant à Tours, né posthume. Il est le père de Michel-Étienne Turgot, prévôt des Marchands de Paris, et grand-père de Jacques Turgot maître des Requêtes en 1690, intendant de Metz (1697-1701), puis intendant à Moulins (1709-1713) |
| août 1709 - novembre 1717         | Bernard Chauvelin (1672-1755) seigneur de Beauséjour, fils de Louis Chauvelin conseiller au parlement de Paris (1701), maître des Requêtes le 28 février 1703, puis intendant à Amiens (1718-1731), conseiller d'État en 1740 |
| 8 mars 1718 - février 1721        | Gaspard-François Le Gendre de Lormoy (15 février 1668-23 juin 1740) seigneur de Lormoy Conseiller au Châtelet par provisions du 15 décembre 1687, reçu le 30 suivant ; Conseiller au parlement de Paris, reçu le 17 août 1689. Maître des Requêtes, reçu le 31 mars 1693 ; maître des Requêtes honoraire le 25 septembre 1719. Intendant de Montauban, le 8 novembre 1699, intendant d'Auch et de Béarn, du 2 mai 1716 au 7 mars 1718 |
| 18 février 1721 - mars 1722       | Marc-Pierre de Voyer de Paulmy (1696-1764) comte d'Argenson, fils de Marc-René de Voyer de Paulmy, frère de René-Louis de Voyer de Paulmy avocat du roi au Châtelet de Paris en 1717, conseiller au parlement de Paris en 1719, maître des Requêtes le 17 novembre 1719, lieutenant général de police le 5 janvier 1720, puis de nouveau lieutenant général de police le 26 avril 1722, conseiller d'État en 1724, premier président du Grand Conseil en 1738, intendant de Paris (1740-1742), ministre d'État en 1742, secrétaire d'État à la Guerre (1743-1757) |
| 23 mars 1722 - 29 août 1725       | René Hérault (1691-1740) seigneur de Fontaine-Labbé avocat du roi au Châtelet de Paris en 1712, procureur général au Grand Conseil en 1718, maître des Requêtes en 1719, lieutenant général de police (1725-1739), conseiller d'État en 1730, intendant de Paris (1739-1740) |
| septembre 1725 - août 1726        | Jean-Baptiste Nicolas Ravot (1680-1729) seigneur d'Ombreval avocat du roi au Châtelet de Paris, avocat général en la cour des Aides en 1705, maître des Requêtes le 17 mai 1722, lieutenant général de police de Paris (1724-1725), conseiller d'État |
| août 1726 - mars 1731             | Michel Gervais Robert de Pommereu (ou Pomereu) (1685-1734) marquis des Riceys conseiller au parlement de Paris en 1706, maître des Requêtes en 1713, intendant à Alençon (1720-1726), puis intendant de Pau (1731-1734) |
| mars 1731 - mai 1743              | Charles-Nicolas Le Clerc de Lesseville (1679-1749) seigneur de Saint-Leu conseiller au parlement de Paris en 1702, maître des Requêtes le 3 mai 1711, intendant à Limoges (1716-1718), intendant à Auch (1718-1731) puis intendant de Pau (1731-1734), puis conseiller d'État |
| mai 1743 - octobre 1745           | Jacques Pineau (1709-1764) baron de Lucé conseiller au parlement de Paris en 1730, maître des Requêtes le 21 juin 1737, président au Grand Conseil en 1741, intendant du Hainaut en 1745, intendant d'Alsace en 1752, conseiller d'État en 1761 |
| octobre 1745 - juin 1756          | Charles-Pierre de Savalette (1713-1790) seigneur de Magnanville avocat du roi au Châtelet de Paris en 1732, conseiller au parlement de Paris en 1736, maître des Requêtes en 1738, puis garde du trésor royal en 1756, conseiller d'État |
| juin 1756 - octobre 1766          | Gaspard-César-Charles de Lescalopier (19 mai 1706-22 novembre 1792) seigneur de Liencourt conseiller au parlement de Paris en 1727, maître des Requêtes en 1733, intendant de Montauban (1740-1756), puis conseiller d'État en 1766 |
| octobre 1766 - 9 août 1783        | François Pierre du Cluzel (1734-9 août 1783) marquis de Montpipeau conseiller au Grand Conseil en 1755, maître des Requêtes en 1759, il meurt à Tours |
| septembre 1783 - décembre 1789    | Marius-Jean-Baptiste-Nicolas d'Aine (ou Daine) (1730-1804) seigneur de Grandval conseiller au Grand Conseil en 1757, maître des Requêtes en 1757, intendant à Bayonne (1767-1774), intendant à Limoges (1774-1783), puis il émigre en 1791 et revient à Paris en 1801 |